# Philipp Hahn

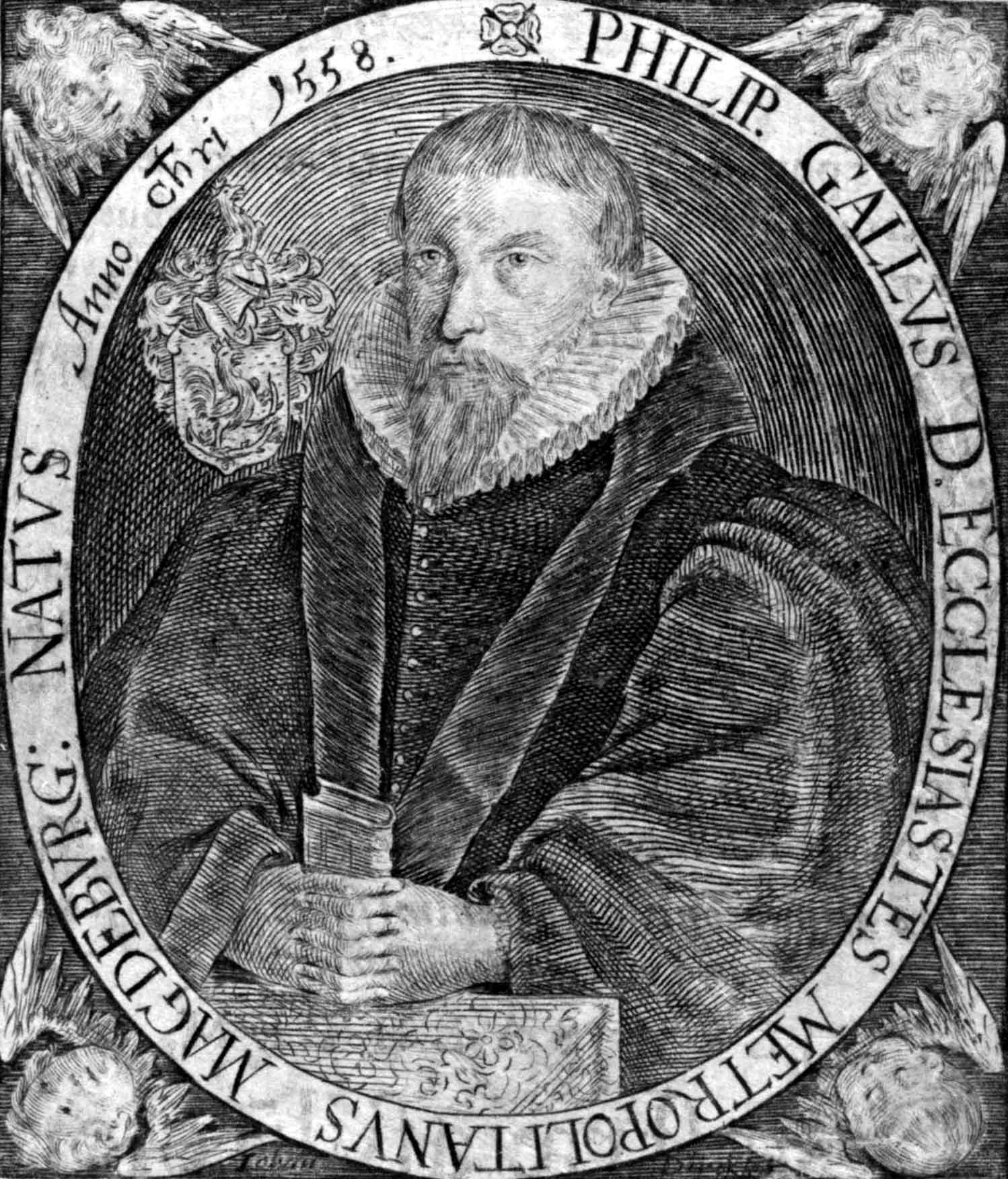
Philipp Hahn

Philipp Hahn (auch: Philippus Gallus, Han; * 1. Mai 1558 in Halle (Saale); † 6. Juli 1616 in Magdeburg) war ein deutscher lutherischer Theologe.

## Leben
Philipp Hahn stammte aus einer einflussreichen Bürgerfamilie. Bereits sein Großvater Petrus Hahn († 25. Januar 1525 in Köthen) war fürstlich-anhaltinischer Hofrat und Bürgermeister in Köthen. Aus dessen Ehe mit Anna Gottschalk stammt sein Vater Georg Hahn (* 6. April 1520 in Köthen; † 23. Juli 1602 in Halle (Saale)), der als Sekretär und Kammerschreiber des Rats in Halle (Saale) fungierte. Aus dessen am 29. Mai 1552 geschlossener zweiter Ehe mit Clara Wesener (* 1523 in Halle (Saale); † 9. Oktober 1576 in Halle (Saale)), der Tochter des fürstlich Magdeburg’schen Schultheißen in Halle Wolffgang Wesner (* 1494; † 24. Juli 1557 in Halle) und dessen Frau Clara geb. von Quetz, ging unter anderen der Sohn Philipp hervor. Seine Onkel Nicolaus Gallus und Martin Chemnitz waren bereits in die innerprotestantischen Auseinandersetzungen ihrer Zeit involviert. Daher dürfte Philipp mit den Gegebenheiten der lutherischen Orthodoxie seit frühster Kindheit vertraut gewesen sein. 
Seine erste Bildung erhielt er durch Privatlehrer und am Gymnasium in Halle, welches unter der Leitung des Rektors Jacob Fabricius (* Chemnitz; † 19. März 1572 in Halle (Saale)) stand. Am 11. Januar 1570 wechselte er an die Schule des Klosters Berge. Diese Bildungsanstalt wurde durch den Abt Peter Ulner geleitet, der ihm ein Grundwissen in theologischen Zusammenhängen, den Artes liberalis und Sprachen vermittelte. Ein Jahr später zog er an die Stadtschule Magdeburg, wo unter anderem Edo Hildericus, Georg Rollenhagen, Gallus Dreßler und Leonhart Schröter seine Lehrer waren. Aufgrund der in Magdeburg grassierenden Pest verließ er 1576 die Stadt, um am Martino-Katharineum Braunschweig eine weitere Ausbildung zu absolvieren.
So vorgebildet bezog er im Wintersemester 1577 die Universität Jena, wo er anfänglich philosophische Studien betrieb und im Haushalt des Kaspar Arnurus lebte. Aufgrund einer Epidemie wechselte er im Folgejahr an die Universität Wittenberg. Hier fand er im Haushalt von Abdias Prätorius Aufnahme und setzte seine philosophischen Studien fort. An der der philosophischen Fakultät wirkte zur damaligen Zeit auf dem Lehrstuhl der Dichtkunst Johann Major; Logik wurde von Albert Lemeier, Ethik von Johann Grün (auch Grunius; 1535 in Nürnberg; † 1596 in Wittenberg), Geschichte und Rhetorik von Andreas Franckenberger, die griechische Sprache von Nicolaus Todaeus, die hebräische von Valentin Schindler, Physik nach Aristoteles von Valentin Espich und Mathematik von Andreas Schato und Valentinus Otho unterrichtet. 
Ab 1580 fokussierte sich Hahn mehr auf theologische Studien, wozu er in den Haushalt von Polykarp Leyser wechselte. Neben Leyser wirkten zudem Johann Sagittarius, Johannes Matthaeus, Martin Heinrich und Johannes Bugenhagen der Jüngere an der theologischen Fakultät, dessen Vorlesungen er ebenso frequentiert haben dürfte. Nach ausreichender Ausbildung erwarb er am 20. März 1582 den akademischen Grad eines Magisters der Philosophie. Auf den Rat von Leyser zog er 1583 an die Universität Heidelberg und darauf an die Universität Tübingen, wo Jakob Andreae, Stephan Gerlach und Dietrich Schnepf seine Ausbildung weiter führten. 1585 kehrte er nach Wittenberg zurück, erhielt eine Privatlehrerstelle des jungen Adligen August Löser in Eutzsch und setzte nebenbei seine theologische Ausbildung, unter anderem bei Georg Mylius, fort. 
1589 erhielt er an der Ulrichskirche in seiner Geburtsstadt Halle die Stelle eines Diakons. Er wurde am 3. März  ordiniert und hielt am 12. März seine Anzugspredigt. 1591 stieg er zum Archidiakon auf. 1598 wechselte er als erster Prediger an den Magdeburger Dom. Um den Anforderungen an das Amt gerecht zu werden, promovierte er am 26. Oktober 1599 zum Doktor der Theologie an der Alma Mater in Jena. 
Von Hahn stammen einige theologische Gelegenheitsschriften, Literatur zur christlichen Erbauung, Homiletik, Liturgik und Geschichte. Zudem verfasste er das Vorwort zu einem Magdeburger Gesangbuch. Seine Arbeiten wurden bis in das ausgehende 17. Jahrhundert mehrfach aufgelegt.

## Familie
Hahn hatte sich am 22. Juli 1589 in Halle (Saale) mit Barbara Ludwiger, der Tochter des fürstlich Magdeburg’schen Schöppen, Pfänners und Kirchenvaters zu St. Moritz in Halle Caspar Ludwiger († 21. Mai 1572 in Halle) und dessen 1550 geheirateter Frau Anna Freudemann († 11. April 1603 in Magdeburg), verehelicht. Aus der Ehe stammen zahlreiche Kinder. Von diesen kennt man:
1. So. Georg Hahn (* 23. Oktober 1590 In Halle (Saale)) Mag. phil., wurde Pfarrer in Middelburg/Seeland
2. So. Caspar Hahn (* 22. Oktober 1592 in Halle (Saale)) wurde gräfl. Barby’scher Bedienter
3. So. Philipp Hahn (* 14. Februar 1594 in Halle (Saale)) Vikar Dom Halle & St. Sebastian, Lector am Dom in Magdeburg
4. So. Wolfgang Hahn (* 18. August 1595 in Halle (Saale); † 24. November 1607 in Ampfurth)
5. To. Anna Hahn (* 9. Dezember 1596 in Halle (Saale); † 23. April 1683 ebenda) verh. mit dem gräfl. Barby- und Stolberg’schen Rat, später Fürstlicher Hofrat in Halle Adolph Marx
6. To. Maria Hahn (* 4. Januar 1599 in Halle (Saale); † 14. Oktober 1677 Gut Karsdorf) verh. 31. August 1614 in Halle (Saale) mit dem Theologen Paul Röber
7. So. Ludwig Hahn (* 7. März 1600 in  Magdeburg; † 21. März 1600 ebenda)
8. So. Peter Hahn (* 22. Februar 1601 in Magdeburg; † 3. April 1601 ebenda)
9. To. Barbara Hahn (* 4. März 1602 in Magdeburg; † 16. Mai 1603 ebenda)
10. To. Euphrosina Hahn (* 3. November 1603 in Magdeburg) verh. 27. Januar 1629 in Braunschweig mit dem Archidiakon in Heringen Daniel Mönchmeier (* 27. November 1582 in Groß-Salze; † 6. Juni 1635 in Braunschweig), verh. II 5. Dezember 1637 mit dem Braunschweiger Bürgermeister Tobias Olfen (auch: Olffen; * 9. August 1597 in Braunschweig; † 25. September 1654 in Braunschweig; begr. 1. Oktober 1654 Martinikirche Braunschweig)
11. So. Cuno Hahn (* 26. September 1606 in Magdeburg; † 17. Mai 1607 ebenda)
12. To. Barbara Catharina Hahn (* 1608 in Magdeburg; † 1620)
13. To. Clara Sophia Hahn (* 14. September 1609 in Magdeburg) verh. 1629 mit dem Superintendenten Dr. Balthasar Balduin (* 5. Februar 1605 in Dresden; † 29. April 1652 in Regensburg)

## Werke (Auswahl)
- Insignia Regis Sion, Domini Nostri Iesu Christi ... consecrata, Reverendissimo ... D.Petro Ulnero, Dei gratia, Abbati montis Parthenopolitani ... . Johann Krafft (Erben), Wittenberg, 1581
- Disputatio XXV. De coena Domini. Präs.: Polycarp Leyser. Johann Krafft (Erben), Wittenberg, 1586
- Summa Doctrinæ Christianæ, Articvlis XXI. Confessionis Augustanæ prioribus comprehensa. Item Tria Symbola Catholica seu Oecumenica, Apostolicum, Nicenum & D. Athanasij.Germanice, Latine. Graece & Ebraice. Edita studio & opera. Johann Krafft (Erben), Wittenberg, 1588
- S. Georgens Predigt Aus dem 13. Cap. des Heiligen Propheten Hosea. Darinnen die Legend von dem Ritter S.Georgen/ sampt ihrer deutung und rechten gebrauch einfeltig erkleret wird. Zacharias Lehmann, Wittenberg, 1593
- Collatio Jonae et Lutheri. Gedechtniszpredigt deß heiligen Propheten Jonae, vnnd des thewren Mannes Gottes D. Martini Lutheri. Welcher beyder Lehre vnd Leben, in etlichen fuernehmen stuecken verglichen werden. Johann Beyer, Leipzig, 1595 (Online)
- Eine Christliche Leichpredigt/ Aus dem Euangelio S. Marc.10. ... Bey der Sepultur/ des  ... Knäbleins  Hans Christians. Des ... Ehrnvesten/ Herrn Johan von || Arnims/ der Ertzbischöfflichen Primatkirchen zu Mag=||deburg Canonici vnd Cellarij/ vielgeliebten ... Söhnleins. Welches am Fastnacht dienstag ... zu Magdeburg ... verschieden/ vnd folgends ...  bestattet worden ... den 24. Feb. Anno Christi 1599.  Andreas Duncker, Magdeburg, 1599 (Online)
- Christliche Predigt/ Von Abrahams ...  Begrebnuß/ aus dem Ersten Buch Mosis ... Bey der Leichbestattung/ Des Weiland Edlen ...  Joachim von Rohr/ Churfuerstlichen Brandenburgischen Heuptmans zu Ziesar/ vnd vor der zeit des Lœblichen Primats ...  Erbsassen zu Schrepkaw. Welcher den vierden tag Augusti ... zu Magdeburg auff der Freyheit/ ... abgeschieden ... Anno Christi 1599. Andreas Duncker, Magdeburg, 1599 (Online)
- Christliche Predigt/ Aus dem 68. Psalm ...  Vber der Leich/ Des Weylandt Hoch vnd  Ehrwürdigen ... Herrn CHRISTIAN von HOPKORFFS, Dom Herrn vnd Scholastici, auch Archidiaconi Banni Calbensis der Primat Ertz-Bischofflichen Kirchen/ vnd der Collegiat Stiffts-Kirchen ad S. Nicolaum zu Magdeburgk/ Praepositi. Welcher den dreytzehenden Julij ... Selig aus dieser Welt abgescheiden: ... in der DomKirchen daselbst zu Magdeburgk ... bestattet worden ... den 24. Julij/ ... 1599. Andreas Duncker, Magdeburg, 1599 (Online)
- Euthanasia Simeonis. Der Geistreiche Chorpsalm oder Lobgesang des alten frommen vnd Gottsfürchtigen Simeonis, damit er in der StifftKirchen zu Hierusalem, sein completorium gehalten/ Luc. 2. cap. Bey der Leichbestattung/ Des ... Herrn CHRISTOPHORI von Metzrad, der Col-||legiat StifftKirchen S. Nicolai zu Magdeburgk Decani &c. Welcher am 6. Martij ... entschlaffen/ vnd ... den 17. Martij ... dieses 1600. jahrs ... Christlich vñ ehrlich begraben ... worden. Andreas Duncker, Magdeburg, 1600 (Online)
- Brautpredigt ... Bey dem Hochzeitlichen Ehrentag. Des ... Junckern Severin Syboldt Gräfflichen Barbeyischen Hoffmeistern Und der ... Jungfrawn Anna des ... Christoph von Bieren seligen nachgelassenen Tochter. Andreas Duncker, Magdeburg, 1600 (Online)
- Postilla prophetica. Prophetische Spruchpostill; Das ist Erklerung auserl. Sprüche Mosis, der Propheten u. Psalmen. Andreas Duncker, Magdeburg, 1602, 2. Bde.; ebenda 1603 Bd. 1 (Online), Bd. 2 (Online);
- Antidotum Wellerianum Oder/ Geistliche Artzney/ wider allerley Anfechtung un[d] Trübsal frommer Christen / aus Herrn Doct. Hieronymi Welleri Lateinischen Trostbüchlin verdeutschet ... Allen trewen Dienern ... nützlich zu gebrauchen. Andreas Duncker, Magdeburg, 1602 (Online)
- Leichpredigt Auß der 2. Epistel S. Pauli an die Corinth. am 12. Cap. : Bey dem Begrebnis des ... Jungckern/ Daniel von Arnimbs/ Moritzen seligen Sohn/ auff Stasfurt un[d] Erbgesessen zu Crossaw: Welcher ein geraume zeit in beyrichtigkeit gelegen/ Endlich aber ... wider zu guter vernunfft kommen/ unnd am tage S. Laurentii zu Magdeburg/ im Herrn sanfft und seliglich entschlaffen/ daselbst auch bey der Domkirchen ... bestattet worden ist ... am 25 Augusti Anno Christi 1602. Derwegen in dieser Predigt sondere meldung geschicht/ wie man sich in solche un[d] dergleichen Fälle richten/ unnd davon urtheilen solle. Andreas Duncker, Magdeburg, 1602 (Online)
- Christliche Predigt Aus dem 103. Psalm/ Der Mensch ist in seinem Leben wie Graß/ etc.. Uber der Leich/ Des weiland adelichen jungen Gesellen/ Jobst Casparn von Metzradt seligen. Welcher den 1. Martij ... zu Magdeburgk ... entschlaffen/ unnd ... den 5. Martij/ bey S. Sebastian ... bestattet worden. Anno Christi 1602. Andreas Duncker, Magdeburg, 1602 (Online)
- Christliche Leichpredigt : Aus dem 71. Psalm des Königlichen Propheten Davids. Bey der Sepultur der Edlen ... frawen Lucretiae/ geborenen von Quitzaw/ des ... Moritzen von Arnims ... hinterlassenen Witwen. Welche zu Magdeburg ... den 14. Ianuarii ... entschlaffen/ Unnd ... den 4. Februarii ... in ir Erbbegräbniß geleget/ und ... bestattet worden/ Anno Christi, 1602. Andreas Duncker, Magdeburg, 1602 (Online)
- Christliche Leichpredigt Auß dem 144. Psalm des Königlichen Propheten Davids. Bey dem volckreichen Begräbnis/ des weiland Gestrengen/ Edlen und Manhafften/ Ernsten von Mandelßloe/ fürnehmen Kriegs Obersten/ etc. : Welcher Sontags Trinitatis/ den 30 Maij/ nach Mittag umb 3. Uhr/ zu Hederßleben in der Graffschafft Manßfeld ... entschlaffen/ sein Leichnam von dannen nach Magdeburgk gefüret/ und daselbst am tag Johannis Baptistae/ in der Domkirchen ... mit Christlichen Ceremonien bestattet worden/ Anno Christi 1602. Andreas Duncker, Magdeburg, 1602 (Online); ebenda 1603 (Online)
- Christodōron = Christbescherung/ Das ist/ Erklerung des alten Kirchengesänglins/ Vom Kindelein so löbelich : In dreyen Weihnachtpredigten. Darin die gantze Heuptlehre des heiligen Christfests/ von der newen leiblichen Geburt des Sohns Gottes/ aus der reinen Jungfrawen Maria ... verfasset ist ; Dazu auch einer jeden Predigt kurtze Disposition in einer Tabel/ beneben einem nützlichen Register mit angehefftet worden. Andreas Duncker, Magdeburg, 1603 (Online)
- Mons Thvris Et Myrrhae = Geistlicher Weyrauchhügel, vnd Myrrhenbergk. Daß ist: Gebet vnd Flehen Christi Jesu vnsers Herrn : Johan. am 17. Cap. beschrieben. Sampt der Historien seines bittern Leydens vnd Sterbens, aus den H. vier Evangelisten zusammen gezogen. Jn vnterschiedenen Predigten also erkleret vnd außgeleget. Ambrosius Kirchner & Andreas Duncker, Magdeburg, 1603 (Online)
- Christliche Leichpredigt/ Aus dem Psal. 31. des Königlichen Propheten Davids. Bey der Sepultur/ des ... Herrn Christoph. Werners/ der CollegiatStifftkirchen S. Sebastiani zu Magdeburgk Canonici seliger : welcher Sontags vor Luciae den 12. Decemb. ... entschlaffen/ und sein Leichnam/ folgendes Freytags/ den 7. Decemb. ... bestattet worden/ Anno Christi 1602. Andreas Duncker, Magdeburg, 1603 (Online)
- Christliche Leichpredigt/ Auß dem 73. Psalm des Königlichen Propheten Davids : Uber der Leich Des ... Johan Georgen von Arnims/ Domherrn und Archidiaconi Banni Halensis, Der Primat Ertzbischöfflichen Kirchen zu Magdeburgk/ Erbgesessen auff Tretzel/ etc. Welcher den 27. Maij ... entschlaffen. Folgends aber den 9. Junij ... zu Magdeburgk ... bestattet worden/ Anno Christi 1603. Andreas Duncker, Magdeburg, 1603 (Online)
- Exequiae Bulovianae, Christliche Leichpredigt/ Bey der ... Bestattung/ Der ... Fredeken/ Geborner von der Asseburgk/ Des ... Busso von Bülowen/ Weiland Inhabern des Hauses Obißfelde/ und zur Gartaw Erbgesessen/ Christlicher Gedechtnis/ nachgelassener Witwen. : Welche am Tag Francisci den 4. Octobris ... zu Magdeburgk auff dem Praelatenberg in Ihrer Behausung ... entschlaffen: Und auff Ihr begehen/ von irem hinderlassenen Sohn und Erben/ Heinrichen von Bülowen/ folgends den 24. Octobris, Ihr Leichman ... von Magdeburgk abgeführet und begleitet/ Und den 26. Octobris, Freytags vor Simeonis und Iudae, zu Obißfeldt in der StadtKirchen/ vorm Altar neben ihren seligen Junckern/ ins Ruhebetlein gesetzt/ und ... bestattet worden/ Anno Christi 1604. Andreas Duncker, Magdeburg, 1604 (Online)
- Christlicher Witwenspiegel/ oder/ Kurtzer bericht aus Gottes wort/ von der Christen und Witwen. 1. Tugend und Gottseligkeit/ 2. Creutz und Widerwertigkeit. 3. Trost und Herrligkeit : Bey der Sepultur/ der ... Frawen Armgard gebornen Schenckin/ des ... Hansen von der Schulenburgk auff Drebsen ... Witwen. Welche am Abend S. Thomae/ zu Magdeburgk ... entschlaffen/ unnd folgends den 3. Januarii des ... 1604. Jahrs ... daselbst in S. Nicolai StifftsKirchen ... bestattet worden. Andreas Duncker, Magdeburg, 1604 (Online)
- Christliche Leichpredigt/ Bey dem Begrebnis/ des Ehrwürdigen/ Edlen und Ehrnvesten/ Herrn Johan Zyringks/ Weiland Kriegsheuptmans/ und nachmals Canonici Senioris, Scholastici und Cellarii der Collegiat Stifftskirchen S. Nicolai zu Magdeburgk/ als des letzten dieses Geschlechts : Welcher ... den 8. Iunii ... entschlaffen/ und folgendes ... den 14. Iunii, dieses lauffenden 1604. Jahrs ... daselbst in S. Nicolai Kirchen ... bestadtet/ auch Schildt und Helm mit ins Grab geleget worden. Andreas Duncker, Magdeburg, 1604 (Online)
- Christliche Leichpredigt/ Aus dem Psalm 38. Des Königlichen Propheten Davids. Bey der Sepultur/ des ... Christoff von Arnims ... Domherrn und Camerarij ... Welcher den 27. Septembris ... entschlaffen/ unnd ... den 11. Octobris in der Domkirchen daselbst/ Christlicher und Ehrlicher weiß bestadtet worden/ Anno Christi/ 1604. Andreas Duncker, Magdeburg, 1604 (Online)
- Christliche Leichpredigt/ Bey dem Begrebnis/ Der Edlen ... Frawen/ Anna, Geborner von Bartenßleben/ Des ... Hansen Kotzen ... Ehelicher Haußfrawen/ seliger : Welche den 17. Aprilis ... entschlaffen/ und den 1. Maii ... M.DC.IIII. Jahres ... bestattet worden / Gethan durch Nicolaum Hartungum, Diener am Wort des Herren daselbst, Andreas Duncker, Magdeburg, 1604 (Online)
- Christliche Leichpredigt/ Bey der Sepultur/ der ... Mariae/ Geborner Freyin zu Warberge/ Des ... Wernern/ Edlen von Plotho ... der Primat Ertzbischöfflichen Kirchen zu Magdeburgk Domhern ... Witfrawen/ Christmilder gedechtniß : Welche am Fastnacht Sontag zur Nacht sanfft und selig in Gott dem Herrn entschlaffen/ unnd folgends Donnerstags vor Oculi den 28. Febr. in der Domkirchen neben ihrem seligen Herrn ... bestattet worden. Anno Domini. 1605. Andreas Duncker, Magdeburg, 1605 (Online)
- Christliche Leichpredigt/ Bey der Sepultur/ der Edlen ... Frawen Feliciae, Geborner von Hopkorff/ Des ... Herrn Lüdolffen von Hakenborns/ Senioris Canonici der CollegiatStifftsKirchen S. Nicolai zu Magdeburgk/ ehelichen Haußfrawen : welche am Tage Mariae Liechtmeß/ plötzlich von dieser Welt abgefordert/ und folgends den 14. Februarii ... in vorermelter Kirchen zur Erden bestattet worden/ Anno Christi 1605. Andreas Duncker, Magdeburg, 1605 (Online)
- Christliche Leichpredigt/ Auß dem 5. Cap. S. Johannis des heiligen Evangelisten. Bey der Volckreichen Sepultur/ Des Ehrwürdigen/ Ehrnvesten/ Achtbarn und Hochgelarten Herrn Sylvester Lehmans/ Ertzstifftischen Magdeburgischen/ alten wolverdienten Officials : Welcher Donnerstags vor Burcardi, war der 11. Octobris ... zu Magdeburgk ... entschlaffen/ und folgendes ... den 18 Octobris ... bey der Domkirchen daselbst begraben und bestattet worden/ Anno 1604. Andreas Duncker, 1605 (Online)
- Christliche Leichpredigt : Bey der Sepultur/ des Edlen und Ehrnvesten Hildebrand Rauchhäupts/ welcher zu Magdeburgk auff der Freyheit/ den 12. Ianuarii ... entschlaffen/ und den 29. Ianuarii, daselbst in der KlosterKirchen zu unser lieben Frawen ... begraben worden/ Anno Christi. 1605.Andreas Duncker, Magdeburg, 1605 (Online)
- Ehrenkräntzlein Engel Margaretae von Arnstedts. Das ist: Christliche Leichpredigt/ Aus dem kurtzen Sprüchlein des 127 Psalm ... Beym Begrebnis des Adelichen Kindleins und zarten Jungfrewleins/ Engel Margaretae/ Des ... Herrn Friderichen von Arnstedts/ der Primat Ertzbischofflichen Kirchen zu Magdeburgk Domherrn ... Töchterleins : Welches den 7. Octobris ... entschlaffen/ und folgends den 17. Octobria ... in der Domkirchen zu Magdeburgk ... bestattet worden. Anno Christi 1605. Salomon Richtzenhan, Magdeburg, 1605 (Online)
- Eheliche Trawung und Christliche Brautpredigt / Bey den Hochzeitlichen Ehrentagen Des ... Herrn Esaiae Becken ... Und der Thugentsamen Jungfrawen Elisabeth/ Herrn Nicolai Henckels ... Tochter. Montags und Dinstags nach Mariae Geburt/ war der 9. und 10. Tag Septembris/ in der Kirchen zu Hundesburgk ... verrichtet/ Anno Christi 1605.Salomon Richtzenhan, Magdeburg, 1605 (Online)
- Leichpredigten/ Bey Christlicher Bestattung etlicher Domherrn unnd anderer Geistlichen/ Fürnehmer vom Adel/ Manns unnd Weibes-Personen/ Alt unnd Jung/ etc. : Mehrestheils in der PrimatErtzbischöfflichen/ auch CollegiatKirchen/ Theils aber anderer Orter des löblichen Ertzstiffts Magdeburgk ... also unterschiedlich gehalten/ und itzo in gesampt zum Druck verordnet. Magdeburg 1605 Bd. 1, (Online); ebenda Bd. 2 (Online), neue Aufl. 1616 Bd. 1 (Online), Bd. 3 (Online); 1618 Bd. 3 (Online)
- XXX. Homiliae, Philippi Galli D. Ecclesiastis Metropolit. Magdeb. In Prophetam Jonam. Ambrosius Kirchner & Salomon Richtzenhan, Magdeburg, 1606 (Online)
- Pestis Triduana, Das ist: Gründliche Auslegung der Historien vom geschwinden vnd grossen Landsterben/ zu König Davids zeiten/ in 2.Sam.24 vnd I.Chron.24.Cap. beschrieben. Ambrosius Kirchner & Salomon Richtzenhan, Magdeburg, 1606
- Christliche Leichpredigt/ Aus dem Spruch 1. Joh. 1. Cap. Das Blut Jesu Christi des Sohns Gottes/ macht uns rein von aller Sünde : Bey der Sepultur der Erbarn ... Matron/ Frawen Elisabethae Rhodin/ des ... Ludwigen Trauterbulen/ der Capellen S. Gangolphi und B. Virginis Canonici, und Protonotarii zu Magdeburgk seligen/ nachgelassenen Wittwen. : Welche den 31. Janua. ... entschlaffen/ und folgends den 4 Februarii, Anno Christi 1607. bey der Domkirchen zu Magdeb. ... bestattet worden. Salomon Richtzenhan, Magdeburg, 1607 (Online)
- Ein fröliches Laetare. Das ist: Christliche InvestiturPredigt : Dinstags nach Laetare, war der 17. Martii, Anno Christi 1607. Als ein ... Rath in der Sudenburgk Magdeburgk ... die newberuffenen Prediger ihrer Kirchen/ beydes Pfarrern und Caplan/ Herrn Zachariam Weseman/ und Herrn Petrum Homelium, zu ihrem Ampt investiret, angewiesen und bestetiget / ... gehalten/ und zum Druck verordnet. Salomon Richtzenhan, Magdeburg, 1607 (Online)
- Christliche Leichpredigt Auß dem 41 Cap. des Büchleins Jesus Syrachs : Bey der Sepultur/ Der Edlen ... Matron/ Frawen Barbarae/ geborner von Bodenhausen/ Des ... Ernsten von Mandelßlöen ... nachgelassener Witwen. Welche den 13. Junij ... zu Magdeburgk ... entschlaffen/ Und folgends am Tag S. Johannis des Teuffers ... in ihr verordnetes Grab gesetzet worden/ Anno Christi 1607 ... Salomon Richtzenhan, Magdeburg, 1607 (Online)
- Fünff kurtze Predigten/ Uber den Zwantzigsten Psalm Deß Königlichen Propheten Davids. Ambrosius Kirchner & Zacharias Dörffer, Magdeburg, 1608 (Online)
- Christliche Landtags Predigt/ Auß dem zwantzigsten Psalm des Königlichen Propheten Davids : Am 27. tag Septemb. Anno Christi 1608. Auff dem Landtag zu Hall in Sachsen; Bey antretung und bestetigung der Ertzbischofflichen Regierung/ deß ... Herrn Christian Wilhelm, Postulirten Ertzbischoffen zu Magdeburg/ ... also gehalten ... ...Sampt etlichen Carminibus gratulatoriis. Ambrosius Kichner & Zacharias Dörffer, Magdeburg, 1608 (Online)
- Christliche Leichpredigt/ Aus den Worten S. Pauli Rom. 14. Unser keiner lebet ihn selber/ Und unser keiner stirbt ihn selber/ etc. : Bey der Sepultur/ Des ... Herrn Friederichs von Arnstedt/ der Primat Ertzbischöfflichen Kirchen zu Magdeburgk Dom-Herrn/ etc. Welcher ... den 22 Febr. ... entschlaffen/ und ... am 6 Martii ... in der Domkirchen daselbst ... bestattet/ und in sein Ruhebetlein gesetzt worden/ Anno Christi 1608. Andreas Gehne (Erben), Magdeburg, 1608 (Online)
- Christliche Leichpredigt/ Aus dem 91. Psalm : Bey der Sepultur/ des ... Herrn/ Petri Homelii, Der Christlichen Kirchen und Gemein in der Sudenburg Magdeburg Diaconi. Welcher Sonnabends/ am 29. Augusti ... entschlaffen. Und folgendes Montages den 1. Septembris ... in der Kirchen daselbst ... ins Grab gesetzet/ und ... bestattet worden/ Anno 1607. Andreas Gehne (Erben), Magdeburg, 1608 (Online)
- Postilla Evangelica. Das ist: Erklerung der Gewöhnlichen Evangelischen Lectionen/ Auff die Sontage und Hohe Feste/ durchs gantze Jahr : In zwey unterschiedliche/ als Winter und SommerTheil/ also verfasset/ das jeder Predigt kurtze Disposition in einer Tabell/ und bey jedem Theil ein ordentliches Register zu finden ; Zum Zeugniß der Lehre/ so im Ertzstifft Magdeburgk einhellig geführet wird/ und zum gemeinen Nutzen / itzo auffs Newe in Druck gegeben. Ambrosius Kirchner, Magdeburg, 1609 2. Bde.; ebenda 1611
- Christliche LeichPredigt und EhrenGedechtniß : Bey der Sepultur/ Der Edlen und viel Ehrenthugendsamen Matron/ Frawen Elisabeth Geborner von Meltzing/ des Hoch und Ehrwürdigen/ Edlen und Ehrnvesten Herrn Georgen von Plato/ der Primat Ertzbischofflichen Kirchen zu Magdeburgk Domherrn und der Capellen S. Gangolphi un[d] B. Virginis sub aula Archiepiscopali daselbsten Thesaurii; Erbgesessen zu Grabaw im Land zu Luneburgk ChristSeliger Gedächtniß Nachgelassener Witwen. Welche Sontags Judica, den 2. Aprilis, zu Abend nach 8. Uhren/ sanfft unnd Seliglich auß dieser Welt abgeschieden/ und Montags nach Quasimodogeniti den 24. Aprilis/ in der Domkirchen zu Magdeburgk/ neben Ihrem seligen Herrn/ inß Ruhebetlein gesetzet/ und Christlicher weiß bestadtet worden/ Anno Christi 1609.Andreas Gehne (Erben), Magdeburg, 1609 (Online)
- Drey Christliche LeichPredigten : Bey ansehnlicher und sehr Volckreichen Bestadtung zweyer führnehmen Domherrn/ Herrn Wicharts von Bredown Senioris/ [et]c. Und Herrn Johan von Arnimbs Cellarii/ [et]c. Auch Syndici, Herrn Nicolai Gericii/ [et]c. Bey der Primat Ertz Bischofflichen Kirchen zu Magdeburgk / Unterschiedlich gehalten/ und itzo in gesampt zum Druck verordnet. Ambrosius Kirchner & Andreas Betzel, Magdeburg, 1610 (Online)
- Christliche LeichPredigt/ Auß der Evangelischen Historia/ Von deß Obersten zu Capernaum verstorbenen und aufferweckten Töchterlein. Matth. 9. Bey der Trawrigen Sepultur, Der beyden Adelichen Jungfräwlein und Schwesterlein/ Mariae Elisabeth, Und Dorotheae, Geborner Spitznaß. Deß ... Herrn Wolffgang Spitznaß/ Der Primat ErtzBischofflichen Kirchen zu Magdeburgk Domherrn ... Töchterlein : Welche beyde/ kurtzverrückter Tage/ seliglich im Herrn entschlaffen/ Und den 14. Novembris/ in der DomKirchen zu Magdeburgk ... bestattet/ zu ihrem Ruhebetlin gebracht/ und mit einander in ein Grab gesetzet worden. Andreas Betzel, Magdeburg, 1611 (Online)
- Catechismus-Kleinoth. Das ist/ Kurtze Sum[m]arische und Ordendtliche Erklärung der Fünff HäuptStück deß heiligen Catechismi/ Oder Enchiridij D. Martini Lutheri : Auß H. Göttlicher Schrifft/ In Sechs Predigten also verhandelt. Ambrosius Kirchner & Andreas Betzel, Magdeburg, 1611
- Appendix Postillae Evangelicae, Daß ist/ Erkleru[n]g der gewöhnlichen Lectionen/ uff der Apostel und anderer H. Fest und Zeiten : wie sie ordentlich im Winter und Sommer/ durchs gantze Jahr verordnet/ und auch in etlichen Reformirten Kirchen gehalten werden/ also verfasset/ das jeder Predigt kurtze Disposition in einer Tabel vorher gesetzet/ zu End ein ordentliches Register zu befinden/ und damit der Dritte Theil Der Evangelischen Postill verfertiget/ und itzo auffs new in Druck gegeben ist. Ambrosius Kirchner & Andreas Betzel, Magdeburg, 1612 (Online)
- Christliche Leich Predigt/ Auß dem XXV. Psalm deß Königlichen Propheten Davids : Bey der Ansehnlichen Sepultur, Der ... Frawen Sabina/ Geborner von Holtzhausen/ Deß ... H. Johan Kecken von Schwartzbach ... Hertzlieben/ Ehelichen Haußfrawen/ Christseliger Gedechtniß. Welche den 21. Tag Aprilis ... abgescheiden/ Und folgends den 30. Tag Aprilis ... zu ihrem Ruhebetlin begleitet/ unnd bestattet worden/ Anno Chtisti M.DC.XII.Andreas Betzel, Magdeburg, 1612 (Online)
- Christus Vera Vita ac unica via Beatitudinis. Das ist: Christliche Leichpredigt/ Auss dem güldenen Sprüchlein deß Herrn Christi/ Johan. 14. ... : Bey der Adelichen Sepultur/ deß ... Herrn Cuno Wilhelmen von Werdensleben/ ... Welcher den 28. Maii/ ... entschlaffen/ Und folgendes Freytags/ den 4. Junii/ daselbst in ermelter StifftsKirchen ... bestadtet worden ... Andreas Betzel, Magdeburg, 1613 (Online)
- Memoria. Exitus Conversationis Christianae. Das ist/ Christliche SterbensGedancken/ auß dem schönen Advents Sprüchlin S. Pauli/ 1. Tim. 1. cap. Das ist je gewißlich war ... : Bey der ... Sepultur, Deß ... Herrn/ Adami Löders/ Ersten Evangelischen/ wolverdieneten Praepositi, deß Reformirten Closters zu unser lieben Frawen/ Ordinis de Praemonstra genant/ in Magdeburgk. Welcher ... den 22. Novemb. ... entschlaffen/ und ... den 30. Novemb. in gemeltes Closters Kirchen ... Bestadtet worden. Anno Christi M.DC.XII. Andreas Betzel, Magdeburg, 1613 (Online)
- Precatio Viri-Iuvenis Proatōnios. Das ist/ Christliches SterbeGebettlein/ Noch junger angehender Leute/ auß dem Anfang und Beschluß des Psal. 102. : Bey der Trawrigen ... Bestadtung/ Deß ... Theodorici Löders/ Newerwehleten ... Praepositi deß Closters unser Lieben Frawen in Magdeburgk. Welcher ... den 6. Martii. ... abgescheiden/ auch ... den 11. Martii ... in ermeltes Closters Kirch ... begraben ... worden. Anno Christi M.DC.XIII. Andreas Betzel, Magdeburg, 1613 (Online)
- Certa Salutis in Christo impetrandae Scientia, Daß ist: Die Unfehlbare ChristenKunst Das Ewige Leben zu ererben : Bey der ansehnlichen und Volckreichen Sepultur, Deß ... Herrn Pauli Godefridi ... Welcher am 21. Decemb. ... entschlaffen/ und folgends den 30. Decemb. ... bestattet und begraben worden. Anno CoaDIVtor BergensIs MorItur. Andreas Betzel, Magdeburg, 1614 (Online)
- KirchenBuch D. Philip. Hanen/ DomPredigers zu Magdeburgk : Darinnen die gewöhnliche Ceremonien, neben etlichen kurtzen Sermonen auß Gottes Wort/ heilsamen Consiliis, Bedencken und Erinnerungen Herrn D. Lutheri ... verfasset sind: Welche bey Christlichen Kindtäuffen/ Einsegnung der Sechswöchnerin ... In den Kirchen deß Ertzstiffts Magdeburgk ... üblich sein/ und von Predigern ... nützlich zu gebrauchen ; In Neun unterschiedliche Tractätlein abgetheilet .... Ambrosius Kirchner & Andreas Betzel, Magdeburg, 1615 (Online)
- Mystokatoptron, Das ist: Prediger Spiegel/ Oder/ Christliche Erinnerung von der Prediger Ampt und Absterben : Aus dem Gebet Christi Jesu/ Johan. 17. Cap. In einer kurtzen LeichPredigt/ Dienstags nach Oculi, war der 5. Martii, Anno Domini 1616. also fürgetragen. Bey der sehr Volckreichen Sepultur, Deß ... M. Matthaei Harder/ Der StifftsKirchen SS. Petri Pauli, & S. Nicolai, in der Newstadt Magdeburgk/ getrewen Pastoris und Canonici Senioris, seliger Gedechtniß ... / Uff sonderbares begeren ... zum Truck verordnet. Andreas Betzel, Magdeburg, 1616 (Online)
- Salutare Panaces Et Antidotum peccati, Das ist: Heilsames SündenPflaster/ Auß 1. Joh. 2. cap. Ob jemand sündiget/ so haben wir einen Fürsprecher bey dem Vater/ Jesum Christ/ etc. In einer Christlichen LeichPredigt/ Dienstags nach Palmen/ Anno Domini 1616. also fürgetragen. Bey der Volckreichen Sepultur/ Deß Weyland Ehrwürdigen/ Achtbarn und Wolgelarten/ Herrn Hermanni Crantzen, Der Primat-Ertz-Bischöfflichen Kirchen zu Magdeburgk Diaconi, seines freundlichen/ Vielgeliebten Collegae und Gefattern/ nunmehr seliger Gedächtnis etc.Andreas Betzel, Magdeburg, 1616 (Online)
- Postilla Apostolica. Harmonische Zusammen fassung und Erklärung der Sonn- und Feyertäglichen Evangelien mit den Episteln des gantzen Jahrs/ in gewissen Häuptlehren ... Theil / Gehalten und Anno 1614. gepredigt/ im Dom zu Magdeburgk. Ambrosius Kirchner & Andreas Betzel, Magdeburg, 1620, 3. Bde.